# Javier del Amor
Javier del Amor (San Sadurní de Noya, Barcelona, España, 6 de agosto de 1976). Es un piloto español de motociclismo. Ha sido dos veces campeón de España de velocidad, la primera en 2002 en la categoría de Supersport y la segunda en 2016 en la categoría de Superstock.

## MotoGP
En junio de 2013, debutó en el Campeonato Mundial de Motociclismo en el equipo Avintia Blusens para sustituir por sorpresa a Hiroshi Aoyama en el Gran Premio de Cataluña, ya que ese fin de semana acudió como espectador al circuito y el piloto japonés se lesionó en los entrenamientos libres del primer día. 
El propietario del equipo, Raúl Romero, vio a Javi en el Paddock y le ofreció llevar la moto de Aoyama. Iván Silva, el piloto probador del equipo, también se encontraba lesionado. 
Javi logró clasificarse para la carrera y finalizó decimoquinto, lo que le sirvió para sumar un punto en el Mundial en su primer Gran Premio.

## Estadísticas de carrera

### Campeonato Mundial de Superbikes

#### Carreras por temporada
(Carreras en negrita indica pole position. Carreras en cursiva indica vuelta rápida)
| Año  | Moto  | 1   | 1   | 2   | 2   | 3       | 3       | 4   | 4   | 5   | 5   | 6   | 6   | 7   | 7   | 8   | 8   | 9   | 9   | 10  | 10  | 11  | 11  | 12  | 12  | Ptos. | Pos. |
| Año  | Moto  | R1  | R2  | R1  | R2  | R1      | R2      | R1  | R2  | R1  | R2  | R1  | R2  | R1  | R2  | R1  | R2  | R1  | R2  | R1  | R2  | R1  | R2  | R1  | R2  | Ptos. | Pos. |
| ---- | ----- | --- | --- | --- | --- | ------- | ------- | --- | --- | --- | --- | --- | --- | --- | --- | --- | --- | --- | --- | --- | --- | --- | --- | --- | --- | ----- | ---- |
| 2006 | Honda | QAT | QAT | AUS | AUS | ESP DNS | ESP DNS | ITA | ITA | EUR | EUR | SMR | SMR | CZE | CZE | GBR | GBR | NED | NED | ALE | ALE | IMO | IMO | FRA | FRA | 0     | NC   |

### Campeonato Mundial de Motociclismo

#### Temporadas
| Temp. | Categoría | Equipo          | Moto         | Dorsal | Carreras | Victorias | Pódium | Poles | V.Ráp. | Puntos | Posición |
| ----- | --------- | --------------- | ------------ | ------ | -------- | --------- | ------ | ----- | ------ | ------ | -------- |
| 2013  | MotoGP    | Avintia Blusens | FTR-Kawasaki | 77     | 1        | 0         | 0      | 0     | 0      | 1      | 27º      |
| Total | Total     | Total           | Total        | Total  | 1        | 0         | 0      | 0     | 0      | 1      |          |

#### Carreras por temporada
(Carreras en negrita indica pole position. Carreras en cursiva indica vuelta rápida)
| Año  | Categoría | Moto         | 1   | 2   | 3   | 4   | 5   | 6      | 7   | 8   | 9   | 10  | 11  | 12  | 13  | 14  | 15  | 16  | 17  | 18  | Ptos. | Pos. |
| ---- | --------- | ------------ | --- | --- | --- | --- | --- | ------ | --- | --- | --- | --- | --- | --- | --- | --- | --- | --- | --- | --- | ----- | ---- |
| 2013 | MotoGP    | FTR-Kawasaki | QAT | AME | ESP | FRA | ITA | CAT 15 | NED | ALE | USA | IND | CZE | GBR | RSM | ARA | MAL | AUS | JAP | VAL | 1     | 27º  |

- Datos: Q16215747